# Antonio Rosas González
Antonio Rosas González (Madrid, 26 de agosto de 1960) es un biólogo y paleoantropólogo español, doctor en Ciencias Biológicas por la Universidad Complutense de Madrid. Es profesor de investigación del CSIC y director del Grupo de Paleoantropología en el Museo Nacional de Ciencias Naturales de Madrid. Ha trabajado en los yacimientos de Atapuerca, dirige los estudios sobre los neandertales de la cueva de El Sidrón (Asturias) y  ha participado en el proyecto Genoma Neandertal.

## Biografía
Se licenció en Ciencias Biológicas por la Universidad Complutense de Madrid en 1984 y obtuvo el doctorado en Biología por dicha universidad bajo la dirección de Emiliano Aguirre y Pilar Julia Pérez en 1992. 
Tras tres años de estancia postdoctoral en el Natural History Museum de Londres con una beca del programa Fleming, de 1993 a 1995, regresó a España con un contrato de incorporación en el Museo Nacional de Ciencias Naturales de Madrid, dese el que posteriormente accedió a las escalas de científico titular (1999), investigador científico (1999) y profesor de investigación (2008) del CSIC en el mismo museo.
Entre 1983 y 2004 fue miembro del equipo de investigación de Atapuerca (EIA). Entre otros muchos trabajos, participó como coautor en la descripción de la nueva especie de hominino Homo antecessor. En 1997, como miembro de dicho equipo, obtuvo el Premio Príncipe de Asturias de Investigación Científica y Técnica. y el Premio Castilla y León de Ciencias Sociales y Humanidades.
A partir de 2003 es responsable de los estudios paleoantropológicos de los fósiles de Homo neanderthalensis recuperados en el yacimiento de El Sidrón (Asturias) y creó el Grupo de Paleoantropología en el Museo Nacional de Ciencias Naturales. Desde 2010, participa en el proyecto Genoma Neandertal.
Ha participado en el estudio de material fósil de procedencia diversa (varios en España, Siria, Georgia, Armenia, Tanzania), así como en el trabajo de campo en los yacimientos de Atapuerca (Burgos), El Sidrón (Asturias), La Boella (Tarragona), Rudabánya (Hungría), cuenca del río Wele, estuario del río Muni e isla de Bioko (Guinea Ecuatorial), entre otros. Entre 2016 y 2018, ha codirigido los trabajos de excavación e investigación en el yacimiento Quibas (Murcia) del Pleistoceno Inferior.    
Desde el año 2014 ha iniciado trabajos de investigación en Guinea Ecuatorial con dos objetivos principales: localizar yacimientos relacionados con las primeras poblaciones en África y poder conocer mejor la biomecánica de los primeros homininos a partir de la observación y análisis de los primates actuales que residen en el parque nacional de Monte Alén.

## Actividad investigadora
La labor investigadora profesional de Antonio Rosas se inició con su tesis doctoral: Ontogenia y Filogenia de la mandíbula en la evolución de los homínidos. Aplicación de un modelo de morfogénesis a las mandíbulas fósiles de Atapuerca, dirigida por Emiliano Aguirre.
Ha publicado más de 250 trabajos en revistas científicas internacionales como Science, Nature, PNAS y Journal of Human Evolution, entre otras, siempre en el campo de la evolución humana.

### Principales líneas de investigación
Sus principales líneas de investigación se organizan en tres objetivos científicos:
1. El estudio de la paleobiología y el ciclo vital de los homininos, focalizado en el escenario evolutivo de los homininos y la biología evolutiva de los neandertales.[10]
2. La evolución del sistema cráneo-facial en la familia Hominidae.
3. La excavación y estudio de tafo-sistemas pleistocenos y modelos actualistas en bosque primario.

Ha sido investigador principal en diferentes proyectos consecutivos del Plan Nacional del Gobierno del Reino de España e investigador principal de un proyecto Explora-Ciencia 2017 a desarrollar en Guinea Ecuatorial. Tiene experiencia en proyectos europeos ya que ha sido responsable de SYNTHESYS, Network Activity F; de un nodo de la “European Virtual Anthropology Network” y director de NEAND-GEOGR-DIV.

### Aportaciones científicas más destacadas
Puesta en valor de la colección de fósiles de Homo neanderthalensis de El Sidrón (Asturias). Este hecho supuso presentar la mayor colección de neandertales de la península ibérica y poder realizar el estudio de trece individuos de diferente sexo y edad de Homo neanderthalensis de un mismo grupo, cosa que hasta el momento no se había podido realizar debido a la ausencia de un número de individuos tan elevado y diverso en el panorama europeo. El primer trabajo relacionado con este grupo de neandertales se publicó en la revista Proceedings National American Sciences (PNAS) en el año 2006.
Colaboración activa, desde el lado paleontológico, en estudios paleogenéticos. La introducción de una innovadora metodología de excavación así como el buen estado de conservación de los fósiles de Homo neanderthalensis recuperados en El Sidrón ha facilitado la obtención de información genética de dicha especie. Entre los trabajos paleogenéticos en los que ha participado Antonio Rosas, destacan la obtención del genoma neandertal, publicado en la revista Science, y el descubrimiento de la hibridación H. sapiens-neandertal, publicado en la revista Nature.
Coautoría de la especie Homo antecessor.  La mezcla de rasgos arcaicos y modernos que presentan los fósiles de homininos recuperados en el nivel 6 del yacimiento Gran Dolina (Atapuerca) imposibilitó su adscripción a cualquier especie conocida hasta el momento. La identifición de estos rasgos permitió la definición de una especie nueva denominada Homo antecessor. El descubrimiento de esta especie planteó un cambio de paradigma en la filogenia del género Homo. Esta aportación fue publicada en la revista Science.

## Premios y reconocimientos
- 1997 Miembro del equipo investigador de Atapuerca galardonado con el Premio Príncipe de Asturias de Investigación Científica y Técnica.[4]
- 1997 Miembro del equipo investigador de Atapuerca galardonado con el Premio Castilla y León de Ciencias Sociales y Humanidades.[15]
- 2013 Premio Talento Comunicativo de la Universidad Complutense de Madrid en la categoría «Comunicación Científica».[16]
- 2015 «Selección Española de la Ciencia» (revista Quo y Consejo Superior de Investigaciones Científicas y el Consejo Superior de Deportes).[17]

## Publicaciones

### Libros
- Carbonel, Eudald; Rosas, Antonio y Díez Fernández (eds.) (1999) Atapuerca: ocupaciones humanas y paleoecología del yacimiento de Galería. Junta de Castilla y León, Consejería de Educación y Cultura. Memorias. 390 págs. ISBN 84-7846-876-5
- Rosas, Antonio (2010) Los neandertales. Los libros de la Catarata, Consejo Superior de Investigaciones Científicas. Col. ¿Qué sabemos de?. 136 págs. ISBN 978-84-8319-489-8
- Rosas, Antonio (2011) Neandertales : desde Iberia hasta Siberia [Catálogo de la exposición temporal en el Museo de la Evolución Humana, Burgos]. Fundación Siglo para las Artes de Castilla y León y Junta de Castilla y León, Consejería de Cultura y Turismo. 71 págs. ISBN 978-84-92572-36-6
- Rosas, Antonio (2015) Los primeros homininos. Los libros de la Catarata, Consejo Superior de Investigaciones Científicas. Col. ¿Qué sabemos de?. 128 págs. ISBN 978-84-9097-040-9
- Rosas, Antonio (2016) La evolución del género 'Homo'. Los libros de la Catarata, Consejo Superior de Investigaciones Científicas. Col. ¿Qué sabemos de?. 136 págs. ISBN 978-84-9097-209-0
- Rosas, Antonio (2019) Los fósiles de nuestra evolución. Un viaje por los yacimientos paleontológicos que explican nuestro pasado como especie. Ariel, Colección Ariel. 304 págs. ISBN 978-84-344-2964-2
- Rosas, Antonio (2022) Origen y evolución de 'Homo sapiens'. Los libros de la Catarata, Consejo Superior de Investigaciones Científicas. Col. ¿Qué sabemos de?. 138 págs. ISBN 9788400110475

### Selección de artículos científicos
- Weyrich, L.S., Duchene, S., Soubrier, J., Arriola, L., Llamas, B., Breen, J., Morris, A.G., Alt, K.W., Caramelli, D., Dresely, V., Farrell, M., Farrer, A.G., Francken, M., Gully, N., Haak, W., Hardy, K., Harvati, K., Held, P., Holmes, E.C., Kaidonis, J., Lalueza-Fox, C., De La Rasilla, M., Rosas, A., Semal, P., Soltysiak, A., Townsend, G., Usai, D., Wahl, J., Huson, D.H., Dobney, K., Cooper, A. (2017). «Neanderthal behaviour, diet, and disease inferred from ancient DNA in dental calculus». Nature 544: 357-361.
- Rosas, A., Ríos, L., Estalrrich, A., Liversidge, H., García-Tabernero, A., Huguet, R., Cardoso, H., Bastir, M., Lalueza-Fox, C., de la Rasilla, M., Dean Ch. (2017). «The growth pattern of Neandertals, reconstructed from a juvenile skeleton from El Sidrón (Spain)». Science 357: 1282-1287.
- Viviane, S., Hopfe, C., Weiß, C.L., Mafessoni, F., de la Rasilla, M., Lalueza-Fox, C., Rosas, A., et al. (2017) «Neandertal and Denisovan DNA from Pleistocene Sediments». Science 356:605-608.
- Kuhlwilm, M., Gronau, I., Hubisz, M.J., De Filippo, C., Prado-Martinez, J., Kircher, M., Fu, Q., Burbano, H.A., Lalueza-Fox, C., De La Rasilla, M., Rosas, A., Rudan, P., Brajkovic, D., Kucan, Ž., Gušic, I., Marques-Bonet, T., Andrés, A.M., Viola, B., Pääbo, S., Meyer, M., Siepel, A., Castellano, S. (2016). «Ancient gene flow from early modern humans into Eastern Neanderthals». Nature 530: 429-433.
- Bastir, M., Rosas, A. (2016). «Cranial base topology and basic trends in the facial evolution of Homo». Journal of Human Evolution 91: 26-35.
- Lalueza-Fox, C., Rosas, A., Estalrrich, A., Gigli, E., Campos, P. F., García-Tabernero, A., García-Vargas, S., Sánchez-Quinto, F., Ramírez, O., Civit, S., Bastir, M., Huguet, R., Santamaría, D., Gilbert, M. T. P., Willerslev, E., de la Rasilla, M. (2011). «Genetic evidence for patrilocal mating behaviour among Neandertal groups». Proceedings of the National Academy of Sciences 108: 250-253.
- Green, R.E., Krause, J., Briggs, A.W., Maricic, T., Stenzel, U., Kircher, M., Patterson, N., Li, H., Zhai, W., Fritz, M.H.-Y., Hansen, N.F., Durand, E.Y., Malaspinas, A.-S., Jensen, J.D., Marques-Bonet, T., Alkan, C., Prüfer, K., Meyer, M., Burbano, H.A., Good, J.M., Schultz, R., Aximu-Petri, A., Butthof, A., Höber, B., Höffner, B., Siegemund, M., Weihmann, A., Nusbaum, C., Lander, E.S., Russ, C., Novod, N., Affourtit, J., Egholm, M., Verna, C., Rudan, P., Brajkovic, D., Kucan, Ž., Gušic, I., Doronichev, V.B., Golovanova, L.V., Lalueza-Fox, C., De La Rasilla, M., Fortea, J., Rosas, A., Schmitz, R.W., Johnson, P.L.F., Eichler, E.E., Falush, D., Birney, E., Mullikin, J.C., Slatkin, M., Nielsen, R., Kelso, J., Lachmann, M., Reich, D., Pääbo, S. (2010) «A draft sequence of the neandertal genome». Science  328: 710-722.
- Carbonell, E., Bermúdez de Castro, J. M., Pares, J. M., Perez-Gonzalez, A. Cuenca-Bescos, G., Olle, A., Mosquera, M., Huguet, R., van der Made, J., Rosas, A., Sala, R., Vallverdu, J., Garcia, N., Granger, D. E., Martinon-Torres, M., Rodriguez, X. P., Stock, G.M., Verges, J. M., Allue, E., Burjachs, F., Caceres, I., Canals, A., Benito, A., Diez, C., Lozano, M., Mateos, A., Navazo, M., Rodríguez, J., Rosell, J., Arsuaga, J. L. (2008). «The first hominin of Europe». Nature 452: 465-469.
- Lalueza-Fox, C., Römpler, H., Caramelli, D., Stäubert, C., Catalano, G., Hughes, D., Rohland, N., Pilli, E., Longo, L., Condemi, S., De La Rasilla, M., Fortea, J., Rosas, A., Stoneking, M., Schöneberg, T., Bertranpetit, J., Hofreiter, M.  (2007). «A Melanocortin 1 Receptor Allele Suggests Varying Pigmentation Among Neanderthals». Science 318: 1453-1455.
- Lalueza-Fox, C., Römpler, H., Caramelli, D., Stäubert, C., Catalano, G., Hughes, D., Rohland, N., Pilli, E., Longo, L., Condemi, S., Rasilla, M. de la., Fortea, J., Rosas, A., Stoneking, M., Schöneberg, T., Bertranpetit, J. Hofreiter, M.  (2007) «A melanocortin 1 receptor variant suggests light skin and red hair in some Neanderthals». Science 114: 7417-7419.
- Rosas, A. Martínez-Maza, C., Bastir, M., García-Tabernero, A., Lalueza-Fox, C., Huguet, R., Ortiz, J.E., Julia, R., Soler, V., de Torres, T., Martínez, E., Cañaveras, J.C., Sánchez-Moral, S., Cuezva, S., Lario, J., Santamaria, D., de la Rasilla, M., Fortea, J. (2006). «Paleobiology and comparative morphology of a late Neandertal sample from El Sidrón, Asturias, Spain». Proceedings of the National Academy of Sciences  103: 19266-19271.
- Rosas, A., Bastir, M. (2002). «Thin-Plate Splines Analysis of Allometry and Sexual Dimorphism in the Human Cranio-facial Complex». American Journal of Physical Anthropology 117: 236-245.
- Rosas, A. 2001. «Ocurrence of Neandertal features in mandibles from the Atapuerca-SH site». American Journal of Physical Anthropology 114: 74-91.
- Rosas, A., Bermúdez de Castro, J.M. (1998). «On the taxonomic affinities of the Dmanisi mandible». American Journal of Physical Anthropology, 107: 145-162.
- Bermúdez de Castro, J.M., Arsuaga. J.L., Carbonell, E., Rosas, A., Martínez, I., Mosquera, M. (1997) «A hominid from the Lower Pleistocene of Atapuerca, Spain: possible ancestor to Neandertals and Modern Humans». Science 276: 1392-1395.
- Carbonell, E., Bermúdez de Castro, J.M., Arsuaga, J.L., Diez, C., Rosas, A., Cuenca-Bescos, G., Sala, R., Mosquera, M., Rodríguez, X.P. (1995). «Lower Pleistocene hominids and artifacts from Atapuerca-TD6 (Spain)». Science 269: 826-829.
- Rosas, A. (1995). «17 New Mandibular specimens from the Atapuerca/Ibeas Middle Pleistocene Hominids sample (1985-1992)». Journal of Human Evolution 28: 533-559.
- Rosas, A. (1987). «Two new mandibular fragments from Atapuerca‑Ibeas (SH site). A re‑assessment of the affinities of the Ibeas mandibles sample». Journal of Human Evolution 16: 417‑427.